# Fundamentalismo
Fundamentalismo es el nombre que recibe la corriente religiosa o ideológica que promueve la interpretación literal de sus textos sagrados o fundacionales (por encima de una interpretación contextual), o bien la aplicación intransigente y estricta de una doctrina o práctica establecida, por lo que considera un determinado libro, entidad o institución como autoridad máxima, ante la cual ninguna otra autoridad puede invocarse y la cual incluso debería imponerse sobre las leyes de las sociedades democráticas.
Por ejemplo: en principio, la palabra fundamentalismo se refiere a un movimiento islámico que propugna una estricta aplicación de la ley coránica a la vida social. También se puede referir a un movimiento cristiano  que se basa en una interpretación literal de la Biblia —literalismo bíblico—, que surge en Estados Unidos a inicios de la Primera Guerra Mundial.
También, en otros casos, se puede relacionar al fundamentalismo político, que no es menos común. Algunos ejemplos de libros comunes entre fundamentalistas políticos son Mi lucha, de Adolf Hitler, y el Libro Rojo, de Mao Zedong. El fundamentalismo político no necesariamente se relaciona de manera directa o indirecta con las religiones tradicionales, sino que promueven una cosmovisión radical e incluso antiteísta.
El término además se identifica con las corrientes antimodernistas de distintas religiones. A veces se confunde con el milenarismo y con el mesianismo o es asociado con fanatismo o extremismo, aunque este último término se suele reservar para actitudes específicamente políticas. El término integrismo, que es el tradicional en español para referirse a este fenómeno, está semánticamente muy próximo, aunque en una interpretación estricta el fundamentalismo designa un fenómeno moderno (una forma de rechazo a las consecuencias secularizadoras de la modernidad, pero surgido desde la modernidad tecnológica), mientras que el integrismo promueve una respuesta tradicionalista.

## Origen del término
El fundamentalismo es un concepto moderno que surge como reacción cuando la sociedad moderna empieza a guiarse por leyes humanas y deja de lado las divinas, afectando a los hábitos y al estilo de vida. El término nació a principios del siglo XX en los EE. UU. y rápidamente pasó a definir ideologías cristianas protestantes que, enarbolando la infalibilidad de la Biblia, pretendían un regreso a las posturas fundacionales del cristianismo, basándose en muchos casos en nociones reaccionarias.
De ahí se ha extendido la denominación a otros muchos movimientos recientes de casi todas las religiones del mundo que predican en contra de la corriente principal de sus respectivos credos, aseverando que ésta se ha desviado de sus fundamentos, o que se resisten a aceptar ideas progresistas que han sido admitidas por una gran parte de la comunidad.
En el ámbito hispanohablante, su uso es más reciente aún que en el anglosajón: la edición del DRAE de 1992 todavía no lo recogía. Tampoco una enciclopedia de referencia como la Larousse lo incorpora hasta su revisión de 1984, y únicamente aplicado al fundamentalismo islámico. En el corpus de la RAE, un banco de datos que recoge textos de todas las épocas, no aparece hasta 1950, en un tratado jurídico, y la mayoría de ocurrencias son de la última década. A diferencia del ámbito anglosajón, su introducción y popularización viene asociado exclusivamente al resurgir del integrismo musulmán. La última edición (2001) del DRAE ya recoge fundamentalismo, aplicado tanto a las lecturas literalistas de la Biblia como del Corán. El término tradicional en español es integrismo, que no solo se refería a la religión sino a algunas corrientes políticas tradicionalistas nacidas en el siglo XIX.
Por último, el DRAE recoge también una tercera acepción más general y no necesariamente estar asociada a alguna religión: Exigencia intransigente de sometimiento a una doctrina o práctica establecida. En este sentido, el sociólogo Peter L. Berger sostiene que el fundamentalismo no procede sólo de la religión: Generalmente se cree que el fundamentalismo es malo para la democracia porque dificulta la moderación y la disposición al compromiso que hace posible la democracia (...) Pero es importante comprender que hay secularistas tan fundamentalistas como los religiosos: unos y otros coinciden en no estar dispuestos a cuestionar sus opiniones, así como en su militancia, agresividad y desprecio hacia los que discrepan de ellos.

## Fundamentalismo en política
Toda iniciativa fundamentalista está abocada a inmiscuirse en la política del Estado en el que se desarrolla por su misma naturaleza moralista y reformista. Ya que el Estado posee el monopolio de la educación o, al menos, su control en prácticamente todo el mundo, los fundamentalistas se ven constantemente enfrentados a él cuando sus doctrinas son ignoradas o, como ocurre habitualmente, del todo criticadas en la enseñanza. Es obvio que cualquier movimiento de estas características buscará la mayor difusión de sus ideas entre el gran público y de ahí la necesidad de controlar los vehículos del saber. Los fundamentalistas suelen basarse en escuelas de pensamiento preexistentes y modificarlas a su medida o bien crear las suyas propias.
El fundamentalismo religioso, además de un cierto conservadurismo y rechazo de la modernidad, en general busca un retroceso en lo económico, político y cultural. Cuando, a esta tendencia reaccionaria, se añade la abierta intolerancia a las creencias y costumbres ajenas, entonces aquel se asimila a las ideologías posicionadas en la ultraderecha del espectro político. En los casos extremos y más intrusivos, esto puede conducir a la implantación de regímenes totalitarios.

### Fundamentalismo cristiano
El término fundamentalista en el contexto cristiano se refiere a un movimiento dentro del cristianismo que afirma su adhesión a los fundamentos de dicha fe. En varias denominaciones cristianas hay fundamentalistas no siendo una denominación en sí sino más bien un movimiento que atraviesa el cristianismo en su conjunto. Dependiendo de la denominación particular tiene características especiales pero en general, se considera el ala conservadora de la Iglesia cristiana.
Algunas de las características más llamativas que se suelen adscribir al fundamentalismo cristiano son la interpretación literal del Génesis y el rechazo a la teoría de la evolución de las especies de Darwin.
No obstante, si bien el fenómeno fundamentalista cristiano surge de la asunción de ciertas posturas conservadoras en el espectro religioso cristiano, el término ha adquirido con el tiempo una significación, sobre todo a raíz de su exportación al mundo islámico, que puede llevar a errores sobre sus verdaderos orígenes y desviar sobre lo que realmente abarcaba en un principio y a lo que se refiere en la actualidad en el ámbito cristiano.

#### Orígenes
Se puede fechar el inicio del uso de «fundamentalista» a finales de la década de 1910, tras la enunciación en 1910 por parte de la Asamblea General de la Iglesia Presbiteriana de los EE. UU. de los Cinco Fundamentos necesarios y esenciales de la fe cristiana.  Esto vino a raíz de una disputa el año anterior sobre si se debía ordenar sacerdotes a un grupo de novicios que se negaban a afirmar el nacimiento de Cristo del cuerpo de una virgen. Los Fundamentos escogidos fueron, pues:
- La inspiración de la Biblia por el Espíritu Santo y la infalibilidad de las Escrituras como resultado de dicha inspiración.
- El nacimiento de Cristo del seno de una virgen.
- La creencia de que la muerte de Jesucristo fue cierta.
- La resurrección en cuerpo de Jesús.
- La realidad histórica de los milagros de Jesucristo.

Siguiendo estas pautas es obvio que hay muchas ideas que hoy se asignarían inmediatamente a un fundamentalista y que, sin embargo, están ausentes de la declaración de la cual toman el nombre. Por ejemplo, no se da siempre que quien afirma la infalibilidad de la Biblia argumente también a favor de una interpretación literal de la misma. De hecho, las corrientes 'literalistas' tienen unas raíces mucho más profundas que el fundamentalismo y se remontan a las discusiones de antaño sobre si la Biblia se puede traducir, etc.
En cualquier caso, sí que es cierto que era mucho más fácil encontrar los rasgos antimodernistas y anticientíficos que hoy asociamos con fundamentalismo religioso en aquellos que suscribían los Cinco Fundamentos. En ello se fijó también el teólogo baptista Harry Emerson Fosdick, cuando en 1922 escribió su sermón ¿Ganarán los fundamentalistas?.
Ésta fue la primera obra de difusión con repercusiones que definía a los fundamentalistas en términos muy parecidos a los actuales. Fosdick dirigió su crítica hacia los elementos de las iglesias presbiteriana y baptista que se oponían al esfuerzo de aquellos que trataban de reconciliar, una vez más, la Ciencia con la Religión. Así, definía a los fundamentalistas como intolerantes conservadores que arbitrariamente habían trazado los límites de lo que se admitía en la discusión teológica. Abogaba por contrarrestar esto por la integración en la Comunidad de aquellos que expusieran sus dudas sobre aspectos como la virginidad de María o la resurrección de Cristo basado en lo que demostrara la Ciencia.
El sermón fue un éxito y se distribuyó en forma de panfleto a todos los pastores protestantes de los Estados Unidos. La provocación a los conservadores estaba servida y el guante fue recogido gustosamente por personajes como John Gresham Machen y Benjamin Breckinridge Warfield, quienes en 1929 formaron la Iglesia Presbiteriana Ortodoxa.
El fundamentalismo cristiano comenzó así como la adherencia a los Cinco Fundamentos por parte de miembros de muy diferentes denominaciones protestantes.

#### Desarrollo del término
A lo largo del tiempo, el fundamentalismo se vio asociado a un particular segmento de las protestantismo evangélico que se distingue del resto por su enfoque separatista hacia la modernidad y hacia los aspectos de la cultura que ellos creen que caracterizan el mundo moderno y hacia los otros cristianos que no han decidido como ellos desligarse de él. Como se ejemplificó anteriormente, algunas cosas que un fundamentalista se supone que debe hacer son: evitar las traducciones demasiado modernas/liberales de la Biblia y el rezo con instrumentos populares (guitarras, etc.). Tampoco debería consumir bebidas alcohólicas, drogas estupefacientes o tabaco, ni están bien vistos el baile y, en general, cualquier tipo de actividad o estilo en el que no se establezcan estrictas diferencias y límites entre hombres y mujeres. Tales cosas pueden parecer inocuas al ajeno, pero para algunos fundamentalistas, éstas suponen la punta de lanza de la amenaza para su virtuoso modo de vida y para la fe más pura que ellos buscan proteger y poner como ejemplo ante el mundo.
Debido a la prevalencia de una escatología jerárquica, algunos fundamentalistas apoyan con vehemencia el moderno Estado de Israel porque creen que tiene una significación paralela a la de las Iglesias Cristianas en los designios divinos y le asignan un papel especial en el Fin del mundo.
En general, el término fundamentalista es difícil de aplicar sin ambigüedades fuera de los EE. UU., ya que las agrupaciones no estadounidenses son bastante menos dogmáticas. En su sentido más amplio, el fundamentalismo se puede aplicar a grupos cristianos tanto católicos como protestantes. El fundamentalismo, no obstante, es percibido como una fuerza en alza dentro de las asociaciones religiosas y su alcance cada vez más penetrante. Esta por discernir si esto se produce por el simple cambio en las denominaciones y una nueva forma de mirar a rasgos ya existentes desde antaño o por un verdadero aumento en el número de personas que abrazan ideas fundamentalistas.
Con todo, la Iglesia católica y las iglesias evangélicas en su conjunto, pese a ejercer eventualmente como grupos de presión política, habían aceptado hace tiempo un sistema pluralista que mantuviera separados a la Iglesia y al Estado y donde la convivencia se basara en un sistema de leyes humanas aprobadas de forma democrática, con lo cual se ha logrado contener los excesos totalitarios que la interpretación fundamentalista produce en sistemas teocráticos basados en las leyes religiosas. 
Sin embargo, a pesar de que el estado laico ha sido el escenario de confluencia de las diversas formas de pensar y de las expresiones de diversidad religiosa en condiciones de igualdad, en pleno siglo XXI vuelven a exacerbarse posturas fundamentalistas y algunos religiosos cristianos hacen campañas a favor de lo que denominan "un Estado con Dios en el centro", lamentando avances del estado laico como el reconocimiento de derechos a minorías, las propuestas por una educación sin discriminación por razones de raza, sexo u orientación sexual de los niños, y, a cambio de ello, pretenden que el estado y su ordenamiento jurídico estén fuertemente influenciados por concepciones morales y religiosas, poniendo en riesgo la misma figura del estado laico que ha sido el verdadero garante de la libertad religiosa.

### Fundamentalismo mormón
El fundamentalismo mormón es un movimiento conservador que cree o practica lo que sus seguidores consideran aspectos fundamentales del mormonismo. Esto representa una ruptura de la línea de mormonismo practicada por la Iglesia de Jesucristo de los Santos de los Últimos Días y una vuelta a doctrinas y costumbres que los fundamentalistas creen ha sido un error abandonar, tales como la poligamia, la Ley de la Consagración, la Teoría de Adán-Dios, la expiación con sangre, el sacerdocio patriarcal, elementos de la investidura mormónica. Los fundamentalistas mormones han formado numerosas sectas muchas de las cuales se han establecido en comunidades aisladas en áreas del Oeste de los EE. UU.

### Fundamentalismo judío
La mayor parte de las escuelas rabínicas y talmúdicas judías creen que el Tanaj (el Antiguo Testamento) no puede ser entendido literalmente o aislado, sino que necesita de un acompañamiento conocido como la Torá oral. Este material está contenido en el Mishná, el Talmud, la Guemará y el Midrash. Sin embargo, el judaísmo ortodoxo, si bien no lee el Tanaj literalmente, sí que lo considera divino, infalible y transmitido sin cambio esenciales; dando además una gran importancia a las palabras y letras concretas empleadas en el texto.
De manera parecida, algunos miembros del judaísmo ortodoxo, más concretamente los jaredíes, ven la Mishná, el Talmud y el Midrash como divinas e infalibles en contenido, aunque no en términos. Los judíos jasídicos a su vez defienden la infalibilidad de su propia interpretación de las fuentes tradicionales de la verdad. Por último, los caraitas, según ellos mismos, "son una secta judía que no reconoce la autoridad de la tradición postbíblica incorporada en el Talmud y en los trabajos rabínicos más tardíos".
Algunas corrientes ultrasortodoxas muy minoritarias descreditan el sionismo como una herejía, se enfrentan activamente con el Estado israelí y todos los judíos que se identifiquen con él y se niegan a hablar hebreo, usando en su lugar el yiddish. Esto se debe a que consideran que la existencia del Estado de Israel impide la llegada del Mesías.
El sionismo religioso, por el contrario, cuyo padre espiritual fue el judío Abraham Isaak Kook (1865-1935), ve en el Estado de Israel el inicio del tiempo mesiánico e interpretan acontecimientos como la Guerra de los Seis Días como señales que lo confirman. De importancia política es la reivindicación judía con el apoyo divino de la Tierra Santa, llamada por los sionistas Eretz Israel. Esta postura fue defendida por fundamentalistas como los del grupo de colonos ya desaparecido Gush Emunim («Bloque de los creyentes», fundado en 1974), para los cuales las renuncias territoriales israelíes equivalían al sacrilegio, lo que llevó a uno de ellos al asesinato de Isaac Rabin en 1995. Dicha visión se oponía al sionismo secular, según el cual los judíos debían ser una nación como las demás.

### Fundamentalismo islámico
En español, hasta tiempos muy recientes, el islámico era el fundamentalismo por antonomasia. Se trata de un movimiento religioso-político musulmán nacido en el siglo XX que aboga por la estricta interpretación de las leyes coránicas y su reglamentación en el ámbito civil y penal, y por una vuelta al rigorismo en la aplicación de los preceptos religiosos a las conductas públicas y privadas. Se caracteriza también por su actitud antimoderna, su proselitismo y su proyección universal, mediante la guerra santa o yihad, que es interpretada y aplicada de forma más o menos violenta según el grado de moderación de sus líderes.
Uno de sus razonamientos típicos más antiguos en el que se basa el fundamentalismo islámico puede encontrarse en la leyenda de Al-Khidr y Moisés, en la que este último cuestionaba las actitudes irracionales del primero, sin comprender que Al-Khidr poseía un conocimiento superior emanado directamente de Alá.
El triunfo de la revolución iraní (1979) estimuló el fundamentalismo árabe y le otorgó una dimensión antioccidental y de rechazo del imperialismo. La retórica antiimperialista se incorporó desde entonces y absorbió en muchos aspectos al panarabismo laico. Irán, al igual que Pakistán, Sudán y otras naciones de mayoría musulmana, habían ensayado un cierto laicismo anterior, que fue completamente barrido de esos países. En el plano legal, esto se tradujo en la incorporación de la ley islámica, redactada hace un milenio, a su sistema jurídico.
Por su parte, las guerras árabe-israelíes, junto con un furibundo antisionismo que resucita aspectos del viejo antisemitismo al hacer a los judíos culpables de todos sus males, exacerbó también el fundamentalismo islámico.
En el plano ideológico, el fundamentalismo islámico parte de unos cuantos supuestos sencillos:
- El islam fue glorioso en tiempos pasados gracias a la observancia estricta de la sharia.
- Occidente, paradigma de la perversión y la corrupción moral, arruinó aquel esplendor del pasado.
- La caída de Occidente permitirá que el Islam lo herede.

Por la violencia de su ala más extremista, y por la proliferación de sus actuaciones en el mundo entero, el fundamentalismo islámico es con diferencia el más agresivo de todos los existentes. Entre sus manifestaciones más criminales, y sin ánimo de ser exhaustivos, se encuentra el magnicidio del presidente egipcio Anwar Sadat (1979) por su acuerdo de paz con Israel; el atentado a la AMIA (el mayor de Argentina) los atentados del 11-S en Nueva York o los del 11-M en Madrid (el mayor atentado terrorista de Europa).

### Fundamentalismo hinduista
Por fundamentalismo hinduista se comprende a los grupos fanáticos seguidores del hinduismo, principalmente en la India. Dichas agrupaciones son ultraconservadores y nacionalistas, consideran que la India debe ser una nación solo para los hinduistas, y promueven la expulsión de musulmanes, cristianos y otros credos religiosos. Promueven una interpretación literal del hinduismo que incluye la restauración del sistema de castas reduciendo a las castas inferiores a la esclavitud, la subyugación absoluta de la mujer y la prohibición de las religiones no indias así como de los símbolos occidentales (llegando incluso a destruir comercios donde venden tarjetas de San Valentín)[cita requerida].
Los hinduistas fundamentalistas han estado relacionados con el conflicto entre hindúes y musulmanes indo-paquistaní, el conflicto entre hinduistas y sijes en Panyab y ataques a minorías. Mahatma Gandhi fue asesinado por fundamentalistas hinduistas. Recientemente uno de los dos principales partidos de la India, el BJP ha sido relacionado con la existencia de grupos fundamentalistas en sus filas.

## Controversias
El Associated Press AP Stylebook recomienda no utilizar el término fundamentalista para ningún grupo que no se aplique el término a sí mismo. Muchos académicos han adoptado una posición similar. Otros estudiosos, sin embargo, utilizan el término en un sentido descriptivo más amplio para referirse a varios grupos de diversas tradiciones religiosas, incluyendo aquellos grupos que se oponen a ser clasificados como fundamentalistas, como en el Proyecto Fundamentalismo. Otros han adoptado una definición todavía más amplia, considerando que un fundamentalista es aquel que cree que el rechazo hacia una idea constituye un ataque o una amenaza hacía su persona o a la sociedad.[cita requerida]
El científico del CERN Peter Higgs, por otro lado, ha declarado en muchas ocasiones que la visión de autores como Richard Dawkins y otros es un tipo de "fundamentalismo antirreligioso". Al respecto, el arzobispo de Gales Barry Morgan ha dicho en 2007 que el fundamentalismo ateo ha llevado a ataques "virulentos e irracionales" en contra de la religión, tales como retirar todos los símbolos cristianos de las capillas de los hospitales, prohibir el uso se crucifijos en las aerolíneas, entre otros.
Tex Sample afirma que es un error referirse a un fundamentalista musulmán, judío o cristiano. Más bien, el fundamentalismo de un fundamentalista es su principal preocupación, por encima de otras consideraciones confesionales o de fe.